# Grønning Sogn
Grønning Sogn er et sogn i Salling Provsti (Viborg Stift).
I 1800-tallet var Grønning Sogn anneks til Grinderslev Sogn. Begge sogne hørte til Nørre Herred i Viborg Amt. Grinderslev-Grønning sognekommune blev ved kommunalreformen i 1970 indlemmet i Sundsøre Kommune, som ved strukturreformen i 2007 indgik i Skive Kommune.
I Grønning Sogn ligger Grønning Kirke.
I sognet findes følgende autoriserede stednavne:
- Astrup Vig (bebyggelse)
- Grønning (bebyggelse, ejerlav)
- Grønning Strand (bebyggelse)
- Grønning Øre (areal)
- Lyby Strand (bebyggelse)
- Øster Grønning (bebyggelse, ejerlav)
- Øster Lyby (bebyggelse, ejerlav)